# Yasnogorsky (huyện)
Huyện Yasnogorsky (tiếng Nga: ? райо́н) là một huyện hành chính tự quản (raion), của Tỉnh Tula, Nga. Huyện có diện tích 1317 km², dân số thời điểm ngày 1 tháng 1 năm 2000 là 37600 người. Trung tâm của huyện đóng ở Yasnogorsk.